# Алесь Мікус
Алесь Мікус (нар. 1982, Мінськ) — білоруський музикант, публіцист, перекладач.
Навчався у Білоруському державному університеті (відділення психології), у аспірантурі Академії післядипломної освіти. Онук відомого актора театру ім. Янки Купали, народного артиста БРСР Здислава Стоми.

## Діяльність у товариствах і рухах
У 1997 році був учасником Установчого з'їзду «Молодого фронту», з 1999 року брав участь в діяльності «Білого легіону» (пізніше — автор гімну цієї організації), у 2002 році став одним з організаторів товариства «Гега рух».
У 2011 році брав участь у І-й Кривулі (з'їзді) прихильників руху за балтську єдість (Куртавенай, Литва), у 2012 році — у ІІ-й Балтській Кривулі в латвійській Трикаці.

## Публіцистична діяльність
З юності був активним у публіцистичній і видавницькій діяльності. Для правоконсервативного крила «Молодого фронту» видавав газету «Гэта мы»(Це ми) (1997—2000), для Білоруської партії свободи — часопис «Нація» (вийшов єдиний номер, 2001), для правоконсервативного крила руху «Зубр» — бюлетень «Рубон» (2002). Також заснував і брав участь у виданні газети «Слово нації» (2001—2002). В рамках товариства «Гега рух» видав брошуру «Друвінгаў Светацям».
Укладач «Білорусько-литовського розмовника», який при підтримці Посольства Литви в Білорусі зазнав два видання (2009 і 2011).
Член Союзу білоруських письменників (з 2012 року), сталий автор газети «Літаратурная Беларусь».
З лютого 2012 року веде колонку «Архетипи» рубрики «Міркування» на сайті naviny.by.

## Музична діяльність
Група «КРЫВАКРЫЖ» почала свій публічний виступ навесні 2008 року, коли виступала на квітневому фестивалі «Crivia Aeterna».
Перший концертний виступ групи звучав мінімалістично — рояль та скрипка в супроводі барабанів. Альбомне звучання пізніше було поповнено віолончеллю, а також акордеоном і трубою. Музична атмосфера групи — поєднання живих, класичних інструментів з воєнними ритмами.
Перший студійний альбом групи «Молитви війни» — складається з дванадцяти пісень. Серед них: новий кривський гімн «Крил прослявляється», марш «Білого Легіону», направлена на західноєвропейську аудиторію пісня-заклик «Велика Литва», пісня покладена на вірші класика вітчизняної літератури Володимира Короткевича — «Рагнаради».
В 2008 році під час фестивалю Crivia Aeterna Група «КРЫВАКРЫЖ» презентувала, диск гурту «Малітвы вайны» вийшов у 2009 році. Перед цим, у 2008 році, у Литві вийшов музичний диск «У каралеўскіх далонях», половину пісень на якому виконав «Крывакрыж».
В 2012 році видав акустичний альбом «Вырай», презентація якого відбулася 9 травня 2012 року у Мінську.
В 2013 році, під час щорічного фестивалю Crivia Aeterna виступив у рамках білорусько-латиського музичного етно-ф'южн-проекту Ugn-Udn.
Починаючи з 2012 року, в Мінську в день 9 травня під слоганом «Ми переможемо» проходять клубні сольні виступи А. Мікуса. У 2014 році з цих виступів виник музичний «Жалезны фэст», на якому А. Мікус — один з хедлайнерів.
У інтернеті можна знайти старі акустичні записи А. Мікуса, датовані початком 2000-х років.
У червні 2014 року створив пісню «Донбас», присвячену українському батальйонові «Донбас».
Склад групи (разом з запрошеними музикантами): Алесь Мікус — клавішні та вокал;
Лариса Праабраженька — скрипка;
Сергій Мікаленка — віолончель;
Ольга Власенко — акордеон;
Дмитро Костюшко — труба.